# Naturschutzgebiet Vorster Feld
Koordinaten: 51° 23′ 4″ N, 6° 21′ 0″ O
Das Naturschutzgebiet Vorster Feld liegt auf dem Gebiet der Gemeinde Wachtendonk im Kreis Kleve in Nordrhein-Westfalen.
Das Gebiet erstreckt sich südlich des Kernortes Wachtendonk. Am östlichen Rand des Gebietes fließt die Niers, nördlich verläuft die A 40, südlich – auf dem Gebiet der Gemeinde Grefrath im Kreis Viersen – erstreckt sich das 191 ha große Naturschutzgebiet Grasheide und Mühlhausener Benden. Unweit südöstlich liegt die Abtei Mariendonk, ein Benediktinerinnenkloster. 

## Bedeutung
Für Wachtendonk ist seit 1981 ein rund 35,0 ha großes Gebiet unter der Kenn-Nummer KLE-011 als Naturschutzgebiet ausgewiesen. 